# Juan Dinarés
Juan Antonio Dinarés Quera (spanisch) oder Jan Dinarés i Quera (katalanisch) (* 23. September 1969 in Terrassa) ist ein ehemaliger spanischer Hockeyspieler. Er belegte mit der spanischen Nationalmannschaft den zweiten Platz bei den Olympischen Spielen 1996 und war 1998 Weltmeisterschaftszweiter.

## Karriere
Juan Dinarés spielte für den Club Egara aus Terrassa. Dieser Verein gewann von 1992 bis 2001 sieben spanische Meistertitel.
Die internationale Karriere von Juan Dinarés begann bei der Weltmeisterschaft 1990 in Lahore, als er mit der spanischen Mannschaft den achten Platz belegte. Zwei Jahre später war Spanien Gastgeber bei den Olympischen Spielen 1992 in Barcelona. Die Spanier belegten in ihrer Vorrundengruppe nur den dritten Platz. Mit zwei Siegen in der Klassifizierungsrunde erreichten sie den fünften Rang.
1994 bei der Weltmeisterschaft in Sydney belegte die spanische Mannschaft den neunten Platz. Bei den Olympischen Spielen 1996 in Atlanta gewannen die Spanier ihre Vorrundengruppe trotz einer Niederlage gegen die indische Mannschaft. Mit einem 2:1-Halbfinalsieg über die australische Mannschaft erreichten die Spanier das Finale gegen die Niederländer, dort unterlagen die Spanier mit 1:3. Juan Dinarés erzielte bei seinen drei Olympiateilnahmen kein Tor. Im Finale 1996 hatten die Spanier mehr Schussversuche als die Niederländer. Sie vergaben acht Chancen, darunter war auch ein Versuch von Dinarés.
Zwei Jahre danach bei der Weltmeisterschaft in Utrecht belegten die Spanier in der Vorrunde den zweiten Platz hinter Australien. Nach einem 3:0 über die Deutschen im Halbfinale trafen die Spanier im Finale wieder auf die niederländische Auswahl. Die Niederländer siegten nach Verlängerung 3:2. Bei den Olympischen Spielen 2000 in Sydney belegten die Spanier den neunten Platz.